# 2 grosze 1949
2 grosze 1949 – moneta dwugroszowa, wprowadzona do obiegu w dniu wymiany pieniędzy 30 października 1950, zarządzeniem z 14 lutego 1951 roku (M.P. z 1951 r. nr 14, poz. 196), wycofana z obiegu z dniem denominacji z 1 stycznia 1995 roku, rozporządzeniem prezesa Narodowego Banku Polskiego z dnia 18 listopada 1994 (M.P. z 1994 r. nr 61, poz. 541).
Na monecie nie ma umieszczonego znaku mennicy.

## Awers
W centralnym punkcie umieszczono godło – orła bez korony, poniżej rok 1949, dookoła napis „RZECZPOSPOLITA POLSKA” (nazwa państwa obowiązująca do 1952 roku).

## Rewers
Na tej stronie monety znajduje się cyfra „2", poniżej napis „GROSZE”, a pod nim i z lewej strony gałązka.

## Nakład
Moneta została wybita na krążku aluminiowym o średnicy 16 mm, masie 0,57 grama, z rantem ząbkowanym (karbowanym), według projektu Andreja Petera. W 1949 roku w Budapeszcie wybito 300 000 000 sztuk. W 1953 roku w Warszawie wybito dodatkowe 106 000 sztuk.

## Opis
Moneta oficjalnie została wycofana z obiegu z dniem denominacji z 1 stycznia 1995 roku, ale ze względu na spadek siły nabywczej z obiegu zniknęła już w latach sześćdziesiątych dwudziestego wieku.
Mimo wielu prób nie udało się dotychczas zidentyfikować jakiegokolwiek szczegółu rysunku bądź karbowania rantu, który pozwoliłby jednoznacznie rozróżnić egzemplarze bite w Budapeszcie od tych z Warszawy. Wśród kolekcjonerów istnieje niepotwierdzona oficjalnie teoria, że egzemplarze warszawskie są nieco grubsze i ciemniejsze. 
W jednej z publikacji internetowych w 2021 r. opisano różnice pomiędzy egzemplarzami z mennic warszawskiej i budapesztańskiej. Wg wspomnianego źródła masa egzemplarzy warszawskich to 0,57 grama, ich grubość wynosi 1,4 mm, na obydwu stronach monety widoczne są półcienie, natomiast monety z Budapesztu mają masę 0,6 grama, grubość 1,3 mm, na awersie i rewersie brak jest widocznych półcieni. Niestety we wspomnianym źródle nie przedstawiono żadnych dowodów, że odróżniające się nieznacznie metrologicznie egzemplarze pochodzą z Mennicy Państwowej w Warszawie, a nie są np. efektem początku procesu bicia 2-groszówki z Budapesztu.
28 grudnia 1988 roku do obiegu została wprowadzona moneta jednozłotowa dokładnie o takiej samej średnicy jak moneta 2 grosze 1949.

## Wersje próbne
Istnieją wersje tej monety należące do serii próbnych w mosiądzu i niklu pierwsza z wklęsłym druga wypukłym napisem „PRÓBA”, wybite w nakładzie 100 i 500 sztuk odpowiednio. Katalogi podają również istnienie wersji próbnej technologicznej w miedzioniklu w nieznanym nakładzie.